# Метальников, Будимир Алексеевич
Будими́р Алексе́евич Мета́льников (1925—2001) — советский и российский кинорежиссёр и сценарист. Заслуженный деятель искусств РСФСР (1978).

## Биография
Родился 27 сентября 1925 года в Москве, в семье производственников-химиков, Алексея Петровича и Зинаиды Георгиевны Метальниковых. Отец, главный инженер треста «Апатит», был репрессирован в 1937 году. Мать репрессировали практически следом за отцом. Будимир и его сестра Марина оказались в Даниловском детском приёмнике-распределителе, находившемся в Свято-Даниловом монастыре. Дальше их поместили в разные детдома. Впоследствии Метальников искал сестру, но не нашёл. В 1939 году он был направлен в Кировоград, в школу ФЗО, которую закончил по специальности электромонтёра. Затем с помощью тёти из Ворошилова вернулся в Москву, где продолжил учёбу в электротехникуме.
Был призван в армию, воевал на Карельском фронте. Получил тяжёлое ранение руки и в октябре 1944 года демобилизирован по инвалидности.
Поступил в вечернюю школу. Случайно познакомился с В. И. Соловьёвым, учащимся на сценарном факультете ВГИКа, и тот, прочитав его наброски, посоветовал ему тоже попробовать там свои силы.

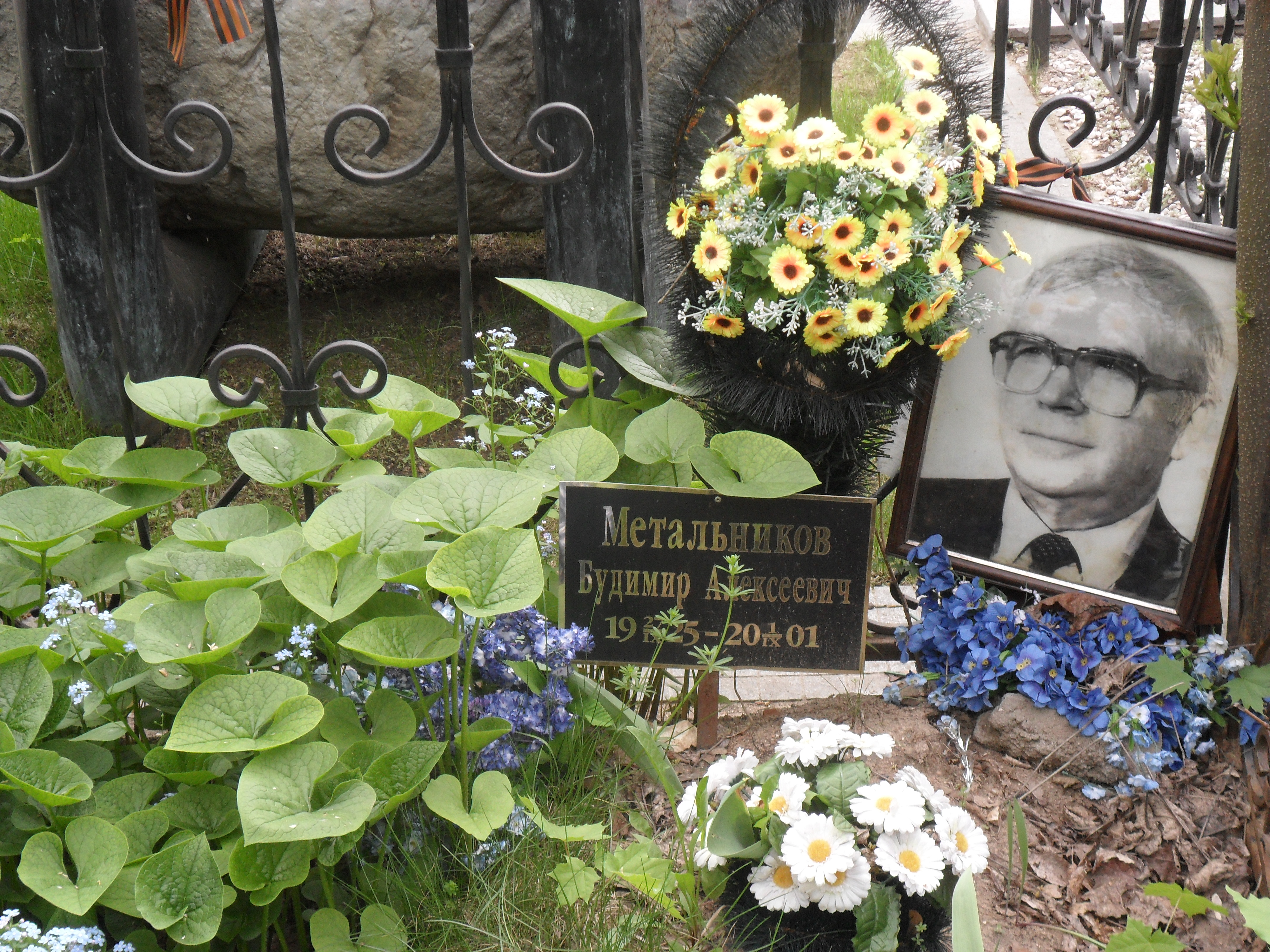
Могила Метальникова на Ваганьковском кладбище.

В 1954 году окончил сценарный факультет ВГИКа (мастерская Е. И. Габриловича и И. В. Вайсфельда).
Свой первый полнометражный сценарий, который и стал его дипломной работой, Б. А. Метальников написал в 1953 году, ещё будучи студентом ВГИКа. Всего за годы творческой активности Б. А. Метальниковым было написано (в том числе и в соавторстве) более двадцати киносценариев. По этим сценариям (по имеющимся на данный момент данным) была поставлена двадцать одна картина, три из которых он снял сам.
С 1960 г. руководил сценарными мастерскими на Высших курсах сценаристов и режиссёров.
Режиссёр-постановщик киностудии «Ленфильм».
Умер 1 сентября 2001 года. Похоронен в Москве на Ваганьковском кладбище, участок № 12А.
В 2006 году вышла его книга воспоминаний «Я расскажу вам…» — Русский импульс, 2006. — ISBN 5-902525-10-1.
Супруга — Лидия Сергеевна Крылова.

## Награды
- орден «Знак Почёта» (1975)[10]
- заслуженный деятель искусств РСФСР (1978)
- орден Отечественной войны II степени (06.04.1985)
- орден Дружбы народов (26.09.1985)
- орден Трудового Красного Знамени

## Фильмография

#### Режиссёр
- 1962 — Завтрашние заботы (совместно с Григорием Ароновым)
- 1967 — Дом и хозяин
- 1973 — Молчание доктора Ивенса

#### Сценарист
- 1956 — Берёзы в степи (совместно с Борисом Тёткиным) (режиссёр-постановщик Юрий Победоносцев)
- 1956 — Крутые горки (режиссёр-постановщик Николай Розанцев)
- 1959 — Отчий дом (режиссёр-постановщик Лев Кулиджанов)
- 1960 — Алёшкина любовь (режиссёры-постановщики: Семён Туманов, Георгий Щукин)
- 1960 — Простая история (режиссёр-постановщик Юрий Егоров)
- 1962 — Завтрашние заботы (режиссёры-постановщики: Григорий Аронов, Будимир Метальников)
- 1965 — Женщины (режиссёр-постановщик Павел Любимов)
- 1965 — Совесть (режиссёр-постановщик Сергей Алексеев)
- 1967 — Дом и хозяин (режиссёр-постановщик Будимир Метальников)
- 1967 — Прокурор (совместно с Георги Джагаровым) (режиссёр-постановщик Любомир Шарланджиев)
- 1969 — Чайковский (совместно с Юрием Нагибиным, Игорем Таланкиным) (режиссёр-постановщик Игорь Таланкин)
- 1971 — Расскажи мне о себе (режиссёр-постановщик Сергей Микаэлян)
- 1973 — Молчание доктора Ивенса (режиссёр-постановщик Будимир Метальников)
- 1973 — О тех, кого помню и люблю (режиссёры-постановщики: Анатолий Вехотко, Наталья Трощенко)
- 1981 — Трижды о любви (режиссёр-постановщик Виктор Трегубович)
- 1982 — Надежда и опора (совместно с Юрием Черниченко) (режиссёр-постановщик Виталий Кольцов)
- 1984 — Тихие воды глубоки (режиссёр-постановщик Олег Никитин)
- 1985 — Берега в тумане (СССР—Болгария) (совместно с Анжелом Вагенштайн) (режиссёр-постановщик Юлий Карасик)
- 1985 — Полевая гвардия Мозжухина (режиссёр-постановщик Валерий Лонской)
- 1987 — Конец вечности (совместно с А. Ермашом) (режиссёр-постановщик Андрей Ермаш)
- 1993 — Внутренний враг (ТВ) (фильм-спектакль) (режиссёр-постановщик Владимир Загоруйко)
- 2004 — Кожа саламандры (режиссёр-постановщик Алексей Рудаков)

#### Архивные кадры
- 2002 — Будимир Метальников. Сердцевина жизни (документальный) (режиссёр-постановщик Александр Павлов)